# Полуничне покоління
Полуничне покоління (рідше «суничне покоління», Цаомей Цзу, кит.: 草 莓 族 або 草 莓 世 代 ; піньінь cǎoméi zú або cǎoméi shìdài) — китайський неологізм, яким називають тайванців, що народилися після 1981 і до 1990 року, які «легко мнуться» подібно полуниці, тобто не витримують соціального тиску або важкої праці, на відміну від покоління їхніх батьків. Цей термін означає непокірних, розбещених, егоїстичних, зарозумілих і ледачих людей.

## Термін
Поняття виникло з уявлення, що представники цього покоління виросли, будучи надто опікуваними своїми батьками, в умовах економічного процвітання, подібно до полуниці, яку вирощують в теплицях і продають дорожче інших фруктів.
Терміном характеризують більшість китайців, які народилися з початку 1980-х років. За словами представників старших поколінь, попри непогані задатки, вони не готові до справжніх випробувань і проблем; вони не зазнали великих потрясінь і великих радощів і не готові до них, як не готова полуниця до холодів і недбалого поводження.
Неологізм починає набирати популярність в пресі Східної Азії для позначення демографічної або психографічної точки зору споживчої поведінки. «Покоління полуниці» може стати азійським аналогом покоління Y в західному світі.
Інша назва покоління — «семикласники», бо за офіційним літочисленням, використовуванти на Тайвані, вони народилися в сьомому десятилітті (роки з 70 по 79) Китайської Республіки.
У 2011 році журнал «Фінансові вісті» (Wealth) і агентство з працевлаштування «Банк вакансій 104» запропонували перейменувати «полуничників» в «покоління розпещених, але вільних» (кай-фей цзу — від англ. cared-free), щоб підкреслити важливість особистої свободи в їхній системі цінностей.

## Іронічне використання

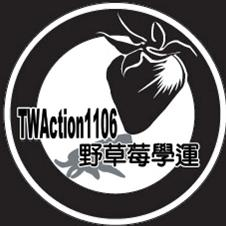
Офіційний логотип для руху полуниці (野 草莓 學運)

Цей термін вживається іронічно тайванським студентським рухом в 2008 (кит. трад. 野 草莓 運動). Це рух став відповіддю на відвідування Тайваню головою китайської Асоціації за розвиток зв'язків між берегами Тайванської протоки Чень Юньлінем.